# Józef Urpsza
Józef Urpsza (ur. 10 sierpnia 1880 w Jakubowie k. Kowna, Litwa, zm. 14 lipca 1974 w Kaliszu), zakonnik – jezuita, działacz charytatywny zwany Samarytaninem Kalisza, farmaceuta. Podkreślał swoje pochodzenie z rodziny kniaziów żmudzkich, wyniszczonej przez carat za udział w powstaniu styczniowym.
W 1909 uzyskał w Sankt Petersburgu dyplom magistra farmacji, następnie ożenił się z Heleną von Zeydler. Był kierownikiem składnicy sanitarnej w Pałacu Zimowym, w 1917 opuścił Rosję i zgłosił się jako ochotnik do wojska polskiego. W 1922 przyjechał do Warszawy i został farmaceutycznym inspektorem miasta i województwa warszawskiego. Miał 11 dzieci, z których kilkoro zmarło w dzieciństwie.
Przed II wojną światową znaczną część czasu zajmowała mu społeczna praca organizacyjna. Był m.in. prezesem Sodalicji Mariańskiej, prezesem Stowarzyszenia Apostolstwa Mężczyzn, prezesem Konferencji św. Wincentego a Paulo i członkiem rady wyższej Towarzystwa św. Wincentego à Paulo w Warszawie, wiceprezesem Caritasu. Pełnił też funkcje zawodowe: prowizora farmacji oraz dyrektora Składnicy Sanitarnej. Był prezesem Zjednoczenia Polskich Farmaceutów Katolików.
W powstaniu warszawskim stracił żonę; wydarzenie to zaważyło o tym, że zaraz po wojnie, mając już lat 65, zapragnął wstąpić do jezuitów. Jednakże ówczesny prowincjał, o. Edmund Elter, nie wyraził zgody, motywując decyzję apostolskim charakterem Towarzystwa Jezusowego, gdzie ludzie starsi nie rokują nadziei na czynne zaangażowanie. Otrzymawszy odpowiedź odmowną, zapisał się na Wydział Teologiczny Uniwersytetu Warszawskiego. Święcenia kapłańskie otrzymał 4 lipca 1948 w Warszawie jako ksiądz diecezjalny. W 1951 r. ponowił próbę uzyskania zgody na przyjęcie do zakonu. Tym razem uzyskał zgodę prowincjała, o. Bogusława Waczyńskiego, który uważał, że doświadczony aptekarz wykształci na pielęgniarzy braci zakonnych. Pojawiły się jednak trudności ze strony władz diecezjalnych, które dziwiły się upartym staraniom Urpszy przystąpienia do jezuitów i nie chciały, jak się zdawało, obciążać zakonu zbytecznym balastem. Mimo to jednak zgodę wydały, 20 stycznia 1952 wstąpił do jezuitów w Kaliszu. Urpsza, który w chwili rozpoczęcia nowicjatu miał ponad 71 lat, okazał się postacią o znacznych jeszcze zasobach sił.
Wykorzystywał doświadczenie z dawnej działalności społecznej w Konferencji św. Wincentego i w Caritasie. Przystąpił do likwidowania w Kaliszu plagi  żebractwa, sporządził kartotekę biednych, chorych, rodzin wielodzietnych oraz ubogich studentów i udzielał im systematycznej pomocy. Trzymał się przy tym zasady nie dawania pieniędzy, często w takich wypadkach służących wprost do zakupu alkoholu, ale kupował środki potrzebne do życia: artykuły spożywcze, odzież, obuwie, proszki do prania, mydło i nimi obdzielał swoich podopiecznych. Troszczył się nie tylko o miejscowy dom starców, lecz także o wszystkich zniedołężniałych rencistów żyjących we własnych mieszkaniach; szczególną opieką otaczał chorych obłożnie.
Uwrażliwiał proboszczów na obecność chorych i biednych w ich parafiach; mobilizował też do działania osoby świeckie. W samym Kaliszu współpracowało z nim czterech kapłanów, dziewięć zakonnic i ponad czterdzieści osób świeckich, w tym lekarze i prawnicy. Prowadził także intensywną działalność religijną wśród swoich podopiecznych, m.in. uzyskał zezwolenie na sprawowanie u chorych dwu mszy w dni powszednie oraz trzech w każdą niedzielę. Ostatnia z dostępnych statystyk, pochodząca z 1972 wykazuje, że mając w swojej pieczy 57 starców i 99 chorych odprawił u nich 255 mszy z homiliami oraz rozniósł 4182 komunie.
Aktywnie wprowadzał również technikę w służbę apostolską. Najpierw kupił motocykl WSK. Mając lat ponad osiemdziesiąt, uczęszczał na kurs dla kierowców. Kiedy w końcu otrzymał prawo kierowania pojazdami mechanicznymi, przełożony domu zakazał mu z niego korzystać obawiając się, że może wyrządzić krzywdę nie tylko sobie, ale również innym użytkownikom dróg.
Akcja, którą prowadził wymagała sporych nakładów finansowych. Przed wojną miał powiązania zawodowe z wieloma renomowanymi firmami zachodnimi. Do nich więc kierował listy prosząc o wsparcie i dlatego miał dobrze zaopatrzoną bazę leków potrzebnych jego chorym. Pomocy finansowej udzielały mu solidaryzujące się z polską biedotą Caritasy Niemiec Zachodnich, Francji, Holandii i Stanów Zjednoczonych. Dzięki temu oprócz sprostania potrzebom bieżącym mógł nabyć dwa samochody: jeden osobowy, drugi mikrobus. Możliwe stało się zatem także organizowanie pielgrzymek do sanktuariów maryjnych, jak Licheń lub Częstochowa.
O. Józef Urpsza nie chciał ograniczać się do Kalisza, w którym pracował. Wspomagał kilka ośrodków duszpasterstwa akademickiego oraz organizował wysyłanie żywności do Indii. Oprócz pomocy chorym i biednym dostarczał również paczki osadzonym w zakładach karnych.
Zmarł w Kaliszu w wieku niespełna 94 lat do ostatnich dni prowadząc intensywną działalność charytatywną.